# Водянська сільська рада (Верхньодніпровський район)
| Водянська сільська рада — орган місцевого самоврядування у Верхньодніпровському районі Дніпропетровської області з адміністративним центром в селі Водяне. Сільській раді підпорядковані населені пункти: - c. Водяне - с. Андріївка - с. Діденкове - с. Зелене - с. Зуботрясівка - с. Кривоносове - с. Миколаївка - с. Солов'ївка - с. Томаківка |

## Розташування
Водянська сільська рада розташована в центральній частині Верхньодніпровського району Дніпропетровської області, за 24  км від районного центру. Межує з Ганнівською, Зарічанською, Пушкарівською, Першотравенською, Боровківською та Дмитрівською сільськими радами Верхньодніпровського району. 

## Склад ради
Рада складається з 16 депутатів та голови.

## Керівний склад сільської ради
| ПІБ                        | Основні відомості                                                                 | Дата обрання | Дата звільнення |
| -------------------------- | --------------------------------------------------------------------------------- | ------------ | --------------- |
| Орешечко Микола Васильович | Сільський голова, 1955 року народження, освіта, член Комуністичної партії України | 26.03.2006   | 31.10.2010      |
| Орешечко Микола Васильович | Сільський голова, 1955 року народження, освіта вища, член Партії регіонів         | 31.10.2010   |                 |

Примітка: таблиця складена за даними джерела

## Соціальна сфера
На території сільської ради знаходяться такі об'єкти соціальної сфери:
- Водянська середня загальноосвітня школа;
- Андріївська неповна середня загальноосвітня школа;
- Водянський дитячей навчальний заклад;
- Водянська сільська лікарська амбулаторія;
- Андріївський фельдшерсько-акушерський пункт;
- Водянський будинок культури;
- Миколаївський сільський клуб;
- Водянська сільська бібліотека;
- Андріївська сільська бібліотека.